# Карштет (Мекленбург)
Карштет (њем. Karstädt) општина је у њемачкој савезној држави Мекленбург-Западна Померанија. Једно је од 89 општинских средишта округа Лудвигслуст. Према процјени из 2010. у општини је живјело 565 становника. Посједује регионалну шифру (AGS) 13054051.

## Географски и демографски подаци
Карштет се налази у савезној држави Мекленбург-Западна Померанија у округу Лудвигслуст. Општина се налази на надморској висини од 25 метара. Површина општине износи 19,7 km². У самом мјесту је, према процјени из 2010. године, живјело 565 становника. Просјечна густина становништва износи 29 становника/km².